# Isola Rossa (Monte Argentario)
Isola Rossa est une île mineure de l'archipel toscan, située dans les eaux de la mer Tyrrhénienne à une courte distance de la côte sud-est de la presqu'île de Monte Argentario, dans la province de Grosseto. 

## Description
Le nom de l'île est donné par la couleur des roches qui la caractérisent.
La petite île, dépourvue de structures architecturales, est le lieu de repos et de nidification des goélands, en plus d'être l'un des sites de plongée les plus connus et les plus convoités de la région.

### Sources de traduction
- (it) Cet article est partiellement ou en totalité issu de l’article de Wikipédia en italien intitulé « Isola Rossa (Monte Argentario) » (voir la liste des auteurs).